# Уильямс (округ, Северная Дакота)
Округ Уильямс (англ. Williams County) располагается в штате Северная Дакота, США. Официально образован в 1891 году. По состоянию на 2013 год, численность населения составляла 29 595 человека.

## География
По данным Бюро переписи США, общая площадь округа равняется 5 563,326 км2, из которых 5 361,305 км2 — суша, и 78,000 км2, или 3,610 % — это водоёмы.

## Население
По данным переписи населения 2000 года в округе проживает 19 761 жителей в составе 8095 домашних хозяйств и 5261 семья. Плотность населения составляет 4,00 человека на км2. На территории округа насчитывается 9 680 жилых строений, при плотности застройки около 2,00-х строений на км2. Расовый состав населения: белые — 92,95 %, афроамериканцы — 0,12 %, коренные американцы (индейцы) — 4,40 %, азиаты — 0,18 %, гавайцы — 0,01 %, представители других рас — 0,14 %, представители двух или более рас — 2,21 %. Испаноязычные составляли 0,94 % населения независимо от расы.
В составе 31,20 % из общего числа домашних хозяйств проживают дети в возрасте до 18 лет, 53,30 % домашних хозяйств представляют собой супружеские пары, проживающие вместе, 8,80 % домашних хозяйств представляют собой одиноких женщин без супруга, 35,00 % домашних хозяйств не имеют отношения к семьям, 30,90 % домашних хозяйств состоят из одного человека, 13,10 % домашних хозяйств состоят из престарелых (65 лет и старше), проживающих в одиночестве. Средний размер домашнего хозяйства составляет 2,38 человека, и средний размер семьи 2,99 человека.
Возрастной состав округа: 26,20 % — моложе 18 лет, 7,80 % — от 18 до 24, 25,50 % — от 25 до 44, 24,00 % — от 45 до 64, и 24,00 % — от 65 и старше. Средний возраст жителя округа — 40 лет. На каждые 100 женщин приходится 96,20 мужчин. На каждые 100 женщин старше 18 лет приходится 93,60 мужчин.
Средний доход на домохозяйство в округе составлял 31 491 USD, на семью — 39 065 USD. Среднестатистический заработок мужчины был 29 884 USD против 19 329 USD для женщины. Доход на душу населения составлял 16 763 USD. Около 9,60 % семей и 11,90 % общего населения находились ниже черты бедности, в том числе — 16,50 % молодежи (тех, кому ещё не исполнилось 18 лет) и 8,10 % тех, кому было уже больше 65 лет.